# Mérouville
Mérouville é uma comuna francesa na região administrativa do Centro, no departamento Eure-et-Loir. Estende-se por uma área de 9,57 km². Em 2010 a comuna tinha 222 habitantes (densidade: 23,2 hab./km²).